# Sphagnum mosenii
Sphagnum mosenii är en bladmossart som beskrevs av Warnstorf 1906. Sphagnum mosenii ingår i släktet vitmossor, och familjen Sphagnaceae. Inga underarter finns listade i Catalogue of Life.